# Jim Chapman
James Louis Chapman, detto Jim (Washington, 8 marzo 1945), è un politico statunitense, membro della Camera dei Rappresentanti per lo stato del Texas dal 1985 al 1997.

## Biografia
Nato a Washington, Chapman studiò all'Università del Texas ad Austin e si laureò in giurisprudenza alla Southern Methodist University; in seguito lavorò come procuratore distrettuale e avvocato nel settore privato.
Entrato in politica con il Partito Democratico, nel 1985 prese parte alle elezioni speciali indette per assegnare ad un nuovo deputato il seggio della Camera dei Rappresentanti lasciato vacante da Sam B. Hall. Chapman riuscì a farsi eleggere e negli anni successivi fu riconfermato per altri cinque mandati, finché nel 1996 lasciò il seggio candidandosi infruttuosamente al Senato.
Dopo aver lasciato il Congresso, Jim Chapman tornò a svolgere la professione di avvocato.